# Heinz Satrapa
Heinz Satrapa (ur. 7 lipca 1927 w Zwickau, zm. w marcu 2001 tamże) – niemiecki piłkarz występujący na pozycji napastnika oraz trener.

## Kariera piłkarska
Satrapa rozpoczął treningi w 1937 roku w zespole VfL 1905 Zwickau. Po wojnie dołączył do zespołu SG Zwickau-Mitte, który w marcu 1946 zmienił nazwę na SG Planitz. W 1947 roku przeniósł się w wyniku wymiany zawodników między strefami („Zonenspringer”), do Hannoveru 96. W jego barwach w Oberlidze Nord wystąpił jeden raz, 14 grudnia 1947 przeciwko Hamburgerowi SV (1:5). 
Na początku 1948 roku wrócił do Planitz, z którym w tym samym roku zdobył mistrzostwo Strefy Wschodniej, zwane Ostzonenmeisterschaft. Od marca 1949 Planitz działało jako ZSG Horch Zwickau. W październiku tego samego roku powstała Niemiecka Republika Demokratyczna, a wraz z nią utworzona została krajowa liga o nazwie DDR-Oberliga. Satrapa wraz ze swoim zespołem przystąpił do rozgrywek od pierwszego sezonu 1949/1950. W DDR-Oberlidze zadebiutował 11 września 1949 w wygranym 5:2 meczu z KWU Erfurt i strzelił wówczas gola. W tamtym sezonie zdobył z zespołem mistrzostwo NRD, a sam został królem strzelców rozgrywek ligowych z 23 bramkami na koncie. Od kolejnego sezonu jego klub nosił nazwę BSG Motor Zwickau. W rozgrywkach 1950/1951 oraz 1952/1953 zajmował z zespołem 3. miejsce w lidze.
W 1953 roku Satrapa przeniósł się do ligowego rywala – drużyny SC Wismut Aue. W sezonie 1953/1954, zdobywając 21 bramek, po raz drugi został królem strzelców DDR-Oberligi, współdzieląc koronę króla strzelców z Siegfriedem Vollrathem. Następnie klub zmienił nazwę na SC Wismut Karl-Marx-Stadt, a Satrapa w sezonie 1954/1955 wywalczył z nim wicemistrzostwo NRD, a także zdobył Puchar NRD.
W 1956 roku odszedł do czwartoligowego klubu Empor Nord Zwickau, z którym w sezonie 1957 spadł do piątej ligi. W sezonie 1959 reprezentował barwy zespołu Chemie Glauchau, grającego w DDR-Lidze, po czym zakończył karierę.
W DDR-Oberlidze rozegrał 143 spotkania i zdobył 92 bramki.

## Kariera trenerska
W swojej karierze trenerskiej Satrapa prowadził drugoligowe drużyny Aktivist Zwickau oraz Motor WEMA Plauen, a także trzecioligowe Chemie Glauchau i Motor Bautzen.